# Luciano Pagliarini
Luciano André Pagliarini Mendonça (Arapongas, Paranà, 18 d'abril de 1978) és un ciclista brasiler que fou professional entre 2001 i 2010. En acabar la temporada del 2010 i després de dues temporades difícils pel fracàs viscut en no crear-se l'equip H²0, va decidir posar punt final a la seva carrera després de rebutjar una oferta del Movistar Team.
En el seu palmarès destaquen la Clàssica d'Almeria del 2003 i diverses etapes en curses d'una setmana, com el Tour de Langkawi, l'Eneco Tour o la Volta a Califòrnia.

## Palmarès
- 1998
  - 1r a la Prova Ciclística 9 de Julho
- 2000
  - 1r al Circuit del Porto
  - 1r a la Vicenza-Bionde
- 2003
  - 1r a la Clàssica d'Almeria
  - Vencedor de 3 etapes del Tour de Langkawi
- 2004
  - Vencedor de 2 etapes del Tour de Langkawi
  - Vencedor d'una etapa de la Volta a Múrcia
- 2007
  - Vencedor d'una etapa de l'Eneco Tour
  - Vencedor d'una etapa del Tour de Missouri
  -  Medalla de bronze en la cursa en línia dels Jocs Panamericans
- 2008
  - Vencedor d'una etapa de la Volta a Califòrnia
- 2010
  - Vencedor de 3 etapes de la Rutas de América

### Resultats al Tour de França
- 2002. Abandona (12a etapa)
- 2005. Abandona (9a etapa)

### Resultats al Giro d'Itàlia
- 2004. Abandona (17a etapa)
- 2008. Abandona (14a etapa)